# Unipol Arena

Il logo dell'Unipol Arena

L'Unipol Arena, conosciuta anche come PalaMalaguti prima e come Futurshow Station dopo, è un impianto sportivo coperto polivalente situato a Casalecchio di Reno, nell'area metropolitana di Bologna.
La capienza dell'arena è variabile a seconda della tipologia di spettacolo. Ad esempio durante la Supercoppa 2020, la capienza per la pallacanestro è stata fissata ad 8.800 posti, mentre per i concerti, nel 2018, sono state raggiunte 18.800 persone.

## Storia
Il palazzetto fu costruito nel dicembre 1993, progettato dagli ingegneri Mauro Checcoli e Francesco Zarri insieme al geometra Giovanni Cenci.
Questo impianto ha ospitato le partite di basket delle due squadre di Bologna, la Fortitudo e la Virtus: inizialmente il campo era unicamente della Fortitudo, poi ha attraversato un periodo in cui entrambe le squadre lo utilizzavano per le partite casalinghe; dal 1999 è diventato la casa unicamente della Virtus Bologna, quando la Fortitudo ha deciso di ritornare al vecchio PalaDozza, situato in centro a Bologna.
Il palazzetto era nato come arena per i concerti dal vivo e ancora oggi mantiene questa vocazione: infatti qui si sono esibiti negli anni cantanti e gruppi di rilievo del panorama musicale sia italiano che internazionale come Claudio Baglioni (dal 1993 ad oggi), Zucchero Fornaciari (dal 1995 ad oggi), R.E.M. (1995, 2008), David Bowie (1996), Oasis (1997), Jamiroquai (1999, 2005), Depeche Mode (1998, 2001, 2009, 2014, 2017), Bruce Springsteen (1999, 2002, 2005, 2006), Cranberries (1999, 2002), Red Hot Chili Peppers (2003, 2016), Metallica (2003, 2018), Anastacia (2005), Coldplay (2005, 2008), Pearl Jam (2006), Muse (2006, 2009, 2012), Green Day (2009, 2013 e 2017), Tiziano Ferro (2009, 2012, 2015), Thirty Seconds to Mars (2010, 2018), Sting, Renato Zero, Eros Ramazzotti, Vasco Rossi (2010), Shakira (2011), Paul McCartney (2011), Elton John, Tina Turner, Elisa (2010, 2014, 2016, 2019, 2025), Spice Girls, Laura Pausini, Take That, Francesco Guccini, The Smashing Pumpkins, Slash, Jennifer Lopez, Justin Bieber (2013, 2016), Subsonica, Black Sabbath (2014), Francesco De Gregori (2015), Foo Fighters (2015), Marco Mengoni (2015, 2016, 2019, 2022, 2025), i Pooh (2016,2023), Emma (2016, 2019), Alter Bridge (2016), The Who (2016), Deep Purple, Queen (2017, 2022), Giorgia (2017, 2019, 2023, 2025, 2026), Bruno Mars (2017), The Cure, Katy Perry, Demi Lovato (2018), Roger Waters (2018, 2023), Ghali (2018, 2024), Shawn Mendes (2019), Dua Lipa (2022), Sum 41 (2022), Eric Clapton (2022), Robbie Williams (2023), Lazza (2023, 2025), Blink-182 (2023), Calcutta (2023), Annalisa (2024, 2025), Nickelback (2024), Olivia Rodrigo (2024), Billie Eilish (2025) e molti altri.
Il basket non è l'unica attività dell'impianto, infatti la Unipol Arena è un contenitore polivalente che ha ospitato e ospita numerosi importanti eventi: sportivi, come la Coppa Davis (2022, 2023, 2024) di tennis, la Sei giorni di ciclismo, la coppa del mondo di equitazione, il superbowl supercross di motociclismo ed è stata tappa dei tour in Italia delle stelle del Wrestling; eventi teatrali, come Notre Dame de Paris, Benigni, Proietti, Fiorello, Grillo, alcune anche con assetto teatrale per i più piccoli come la Melevisione; oltre a convegni e fiere.

### Ilrestylingdel 2008
Nell'estate 2008 sono avvenuti lavori di restyling che hanno portato all'abbandono di un design multicolore (giallo, arancione, grigio e viola) degli interni, per muri e seggiolini bianchi e scale nere (i colori sociali della Virtus); sono stati allestiti una galleria-museo dedicata alla storia della Virtus, un nuovo parquet levigato in bianco, con le V e le stelle in trasparenza, ed un corridoio sotterraneo con grafiche bianco-nere per l'accesso al campo di gioco dagli spogliatoi. Sono anche stati installati 6 maxi-schermi a videoproiezione, di cui 2 per pubblicità, replay e collegamenti dal corridoio sotterraneo e due per i tabelloni dei punteggi.
Nell'ottobre del 2011, l'arena cambiò definitivamente il proprio nome in “Unipol Arena”.
Dalla 13ª giornata di andata della stagione 2013/2014 (dicembre 2013), è stato ripristinato l'ingresso centrale al campo per gli atleti, abbandonando il corridoio sotterraneo. Il 31 dicembre 2017 l'Unipol Arena ha ospitato l'evento Capodanno in musica, condotto da Federica Panicucci in diretta e in prima serata su Canale 5.

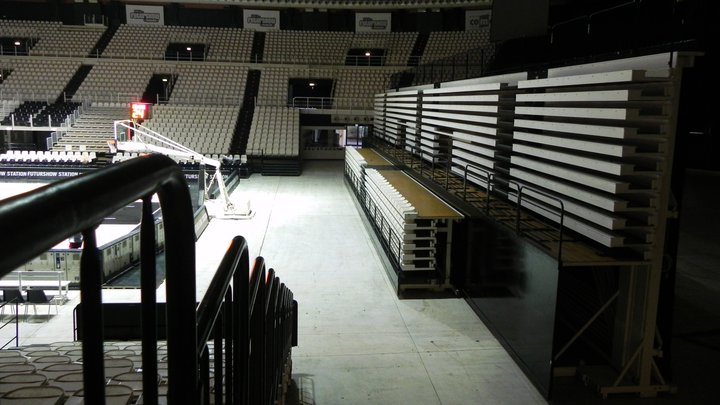
Le tribune mobili per il pubblico, chiuse (2010)
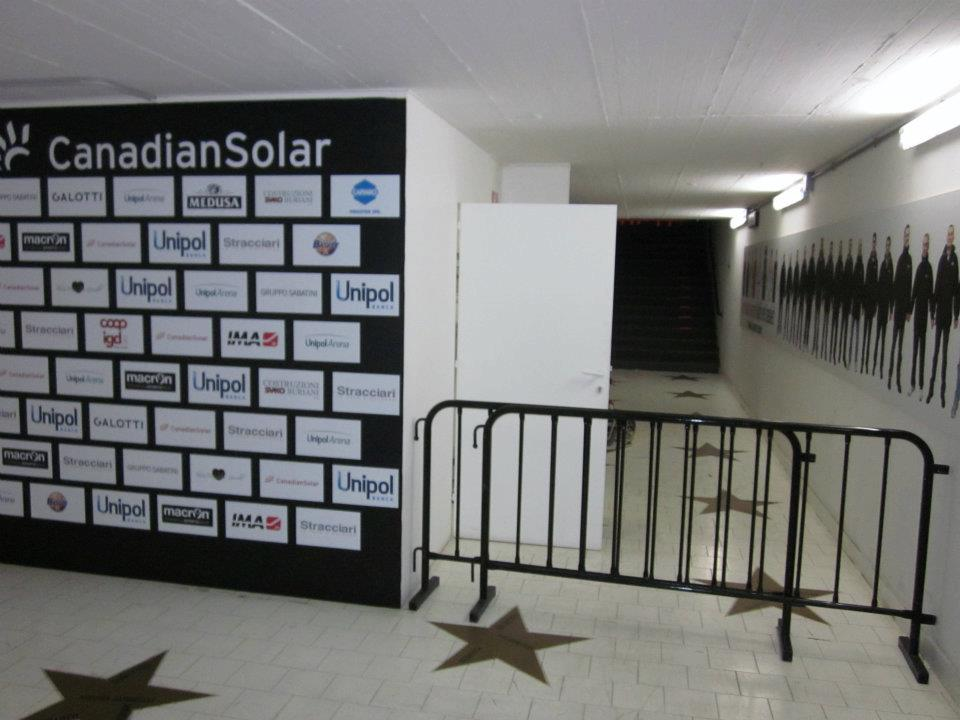
L'accesso al corridoio sotterraneo della Futurshow Station (2011)
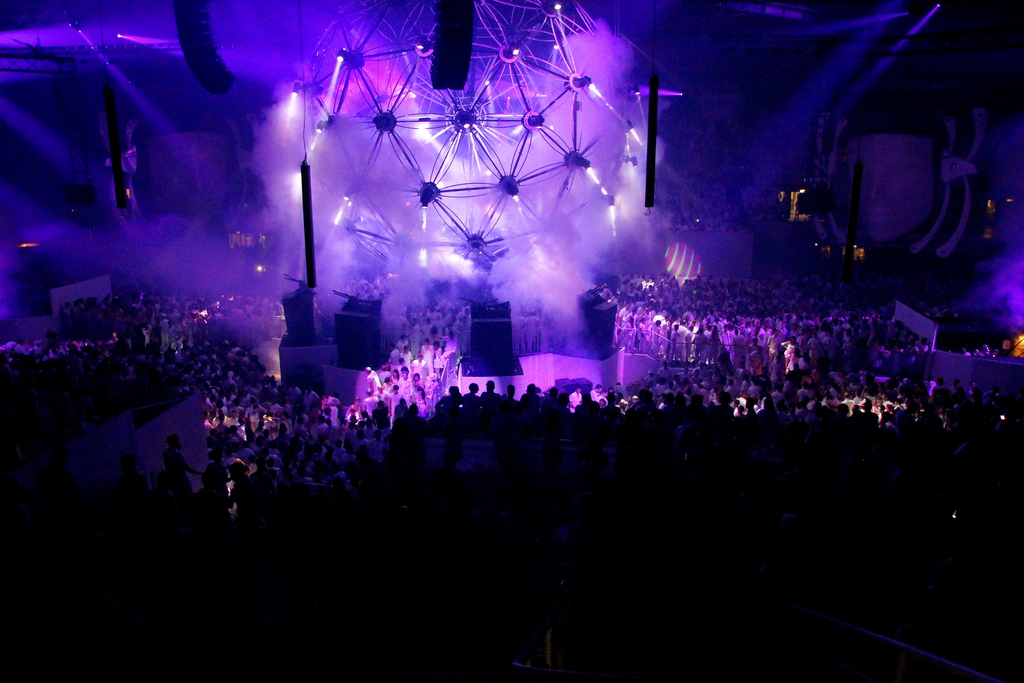
L'Unipol Arena durante il Sensation White

Il 7 dicembre 2019 ha ospitato la serata finale del 62º Zecchino d'Oro trasmessa in prima serata su Rai 1 con la conduzione di Antonella Clerici e Carlo Conti.
Nel settembre 2020 viene scelta come sede delle partite casalinghe della Pallacanestro Reggiana. La ragione risiede nelle norme anti-covid, in ragione delle quali, il PalaBigi di Reggio Emilia avrebbe potuto ospitare solo un limitato numero di spettatori per tutta la durata del campionato di Serie A. Il sodalizio con la Reggiana viene rinnovato anche per la stagione successiva, questa volta, a causa dei lavori di restauro del vecchio PalaBigi.
Nella primavera-estate 2021 l'Unipol Arena è stata utilizzata come centro vaccinale di contrasto alla pandemia COVID-19.
Viene scelta come una delle sedi per la fase a gruppi delle finali della Coppa Davis 2022, 2023 e 2024 Ha ospitato dal 14 al 18 settembre 2022 il girone A della fase finale, con le sfide tra le squadre di Italia, Croazia, Argentina e Svezia.
Il 1º maggio 2024 è teatro di un live event organizzato dalla WWE, lo show ha fatto sold out con 9.000 spettatori ed è stato il primo evento organizzato dalla federazione in Italia dopo anni di assenza. Il 21 marzo 2025 ha ospitato la puntata live di WWE SmackDown, 18 anni dopo l'ultima apparizione della WWE in Italia per una puntata televisiva.

## Collegamenti
È servita dalla stazione Casalecchio Palasport sulla Ferrovia Casalecchio-Vignola.